# 威爾斯大學
威爾斯大學，简称威大，於1893年創立，是英國威尔士的一所學位頒發機構。

## 历史
威爾士大學本為類似於倫敦大學的聯邦制大學，于1893年根据皇家宪章成立，由班戈、亚伯和卡迪夫和三個分校組成。隨著其不斷發展，威爾士的絕大多數大學一度都位於其旗下。
2011年随着威尔士大学卡迪夫学院独立出去并改名卡迪夫都会大学，原大学联盟内仅剩一所学校即威爾士三一聖大衛大學，三一学院继承了威大的绝大多数部门。

## 爭議
2010年該大學爆出學術造假醜聞。2011年英國高等教育质量保证署調查發現該大學對旗下成员提供的課程沒有進行過嚴格審查。隨後威大倫敦分校又爆出学生簽證造假醜聞。
威大成员亚伯大学、班戈大學、卡迪夫大學、斯旺西大學和格拉摩根大学（現為南威爾士大學的一部分）等校長對其表示不滿并纷纷表示退出。
因丑闻发酵，威大成员仅剩三一圣大卫大学，2011年10月威尔士大學宣佈正式废校，三一圣大卫大学继承了威大的主体，不过截止2018年，废校合併仍未完成。

## 成員列表
| 現名                 | 曾用名                                                   | 成立時間     | 加入時間     | 退出時間     | 校址     |
| -------------------- | -------------------------------------------------------- | ------------ | ------------ | ------------ | -------- |
| 亚伯大学             | 威大大学学院 威大亚伯分校                                | 1872         | 1893         | 2007         | 亚伯     |
| 班戈大学             | 北威尔士大学学院 威大班戈分校                            | 1884         | 1893         | 2007         | 班戈     |
| 卡迪夫大学           | 南威蒙茅斯大学学院 卡迪夫大学学院                        | 1883         | 1893         | 1988（并入） | 卡迪夫   |
| 卡迪夫大学           | 威尔士前沿技术学院 威大科研所                            | 1866         | 1968         | 1988（并入） | 卡迪夫   |
| 卡迪夫大学           | 威大卡迪夫学院 威大卡迪夫分校                            | 1988（并入） | 1988（并入） | 2004（并入） | 卡迪夫   |
| 卡迪夫大学           | 威大医学院                                               | 1931         | 1931         | 2004（并入） | 卡迪夫   |
| 卡迪夫都会大学       | 南格拉摩根高教研究所 卡迪夫高教研究所 威大卡迪夫研究所   | 1865         | 1996         | 2011         | 卡迪夫   |
| 南威尔士大学         | 根特高等教育学院 威大学院纽波特分校 威尔士大学纽波特分校 | 1841         | 1996         | 2013         | 紐波特   |
| 南威尔士大学         | 卡迪夫音乐学院 威尔士音乐戏剧学院 皇家威尔士音乐戏剧学院 | 1949         | 2004         | 2007         | 卡迪夫   |
| 南威尔士大学         | 吸收过从未隶属于威尔士大学系统的格拉摩根大学             |              |              |              |          |
| 斯旺西大学           | 斯旺西大学学院 威大斯旺西分校                            | 1920         | 1920         | 2007         | 斯旺西   |
| 威爾斯三一聖大衛大學 | 兰彼得圣大卫学院 威尔士大学兰彼得分校                    | 1822         | 1971         | 2010         | 兰彼德   |
| 威爾斯三一聖大衛大學 | 卡马森三一学院 三一大学学院                              | 1848         | 2004         | 2010         | 喀麦登   |
| 威爾斯三一聖大衛大學 | 西格拉摩根高教研究所 斯旺西高教研究所 斯旺西城市大学     | 1853         | 2004         | 2008         | 斯旺西   |
| 雷克斯汉姆格林多大学 | 雷克瑟姆科技人文学校 东北威研究所 格林杜尔大学           | 1887         | 2004         | 2008         | 雷克瑟姆 |

## 外部連結
- 官方網頁 （页面存档备份，存于）